# Chen Jiongming
Chen Jiongming 陳炯明T, Ch’en Chiung-mingW, anche romanizzato in Chan Kwing Ming (Haifeng, 13 gennaio 1878 – Hong Kong, 22 settembre 1933) è stato un giurista, militare e rivoluzionario cinese nei primi tempi della Repubblica di Cina.

## Biografia
Mentre faceva tirocinio per diventare avvocato divenne un legislatore Qing, un rivoluzionario repubblicano, un capo militare, un amministratore civico e un federalista cinese che cercò di ricostruire la Cina come repubblica democratica. Nel 1909 aderì all'alleanza rivoluzionaria e ottenne il posto di comandante in capo dell'Esercito del Guangdong. Fu governatore militare del Guangdong per tre volte, (1911-1912, 1913, 1920-1923) e governatore civile del Guangdong nel periodo 1920-1922 e governatore militare del Guangxi nel 1921-1922.
Chen fu determinante nel sostegno al Movimento di protezione della costituzione fondato da Sun Yat-sen e poi rimise al potere Sun dopo la Guerra Guangdong-Guangxi. Chen non era d'accordo con Sun sulla direzione che avrebbe dovuto prendere la riforma: Sun voleva unire il paese con la forza e istituire il cambiamento attraverso un governo centralizzato basato su un sistema monopartitico, mentre Chen sosteneva il federalismo multipartitico con il Guangdong, che sarebbe diventata la provincia modello per l'unificazione pacifica della Cina. Sun divenne sospettoso sul fatto che il movimento federalista sarebbe stato sfruttato dai signori della guerra per giustificare i loro feudi militari.
Le relazioni si deteriorarono ulteriormente quando Sun divenne "presidente straordinario", una mossa non contemplata dalla Costituzione provvisoria. Fu Chen che per primo invitò il Partito Comunista Cinese nel Guangdong contro l'obiezione di Sun che i comunisti avrebbero potuto snaturare il movimento. Dopo la Prima guerra Zhili-Fengtian, nel 1922, ci fu un forte movimento per riunire i governi del Nord e del Sud facendo sì che sia Sun che Xu Shichang lasciassero le loro presidenze rivali in favore di ripristinare Li Yuanhong come presidente di una repubblica unita. Chen era entusiasta, ma Sun sentiva che il nuovo governo sarebbe stato un burattino impotente nelle mani della cricca di Zhili.
Sun Yat-sen e Chen Jiongming si separarono presto dal continuare la Spedizione del Nord. Sun concepì che fosse iniziata con l'occupazione del Guangxi e da lì desiderava che Chen spingesse verso l'Hunan. Dopo che Wu Peifu, della cricca di Zhili, a Pechino dichiarò il suo potere nel sud, Chen abbandonò Sun. Nel 1922, inaspettatamente si rivoltò militarmente contro il Kuomintang e condusse le sue forze ad attaccare la residenza di Sun e il suo ufficio. Sun fu costretto a fuggire sulla HMS Moorhen e a ritardare la sua Spedizione del Nord.

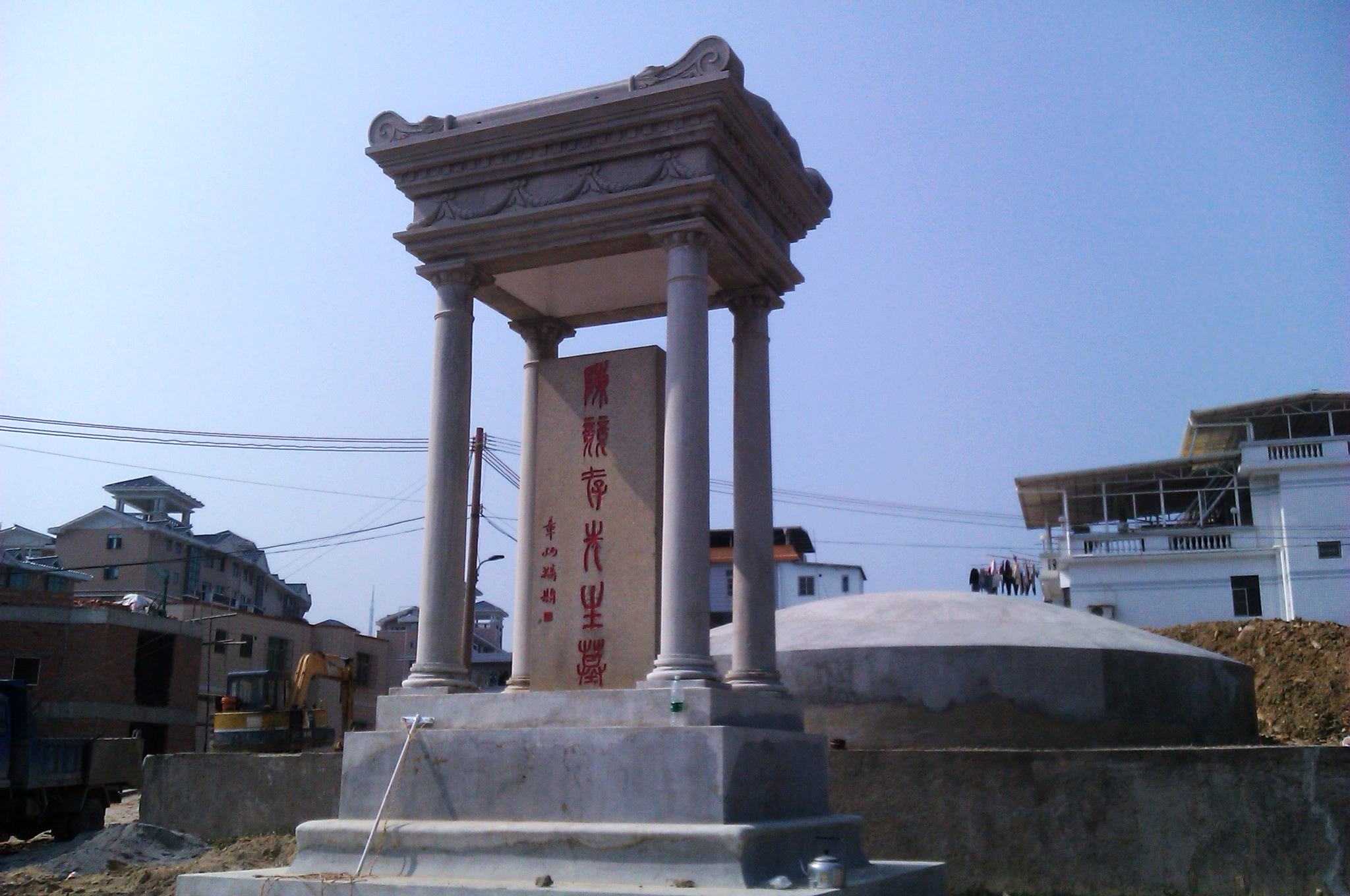
Tomba di Chen Jiongming a Monte Ziwei, Huizhou, Guangdong.

Con l'aiuto di Tang Jiyao, il KMT riconquistò Guangzhou nel 1923. Chen fuggì a Huizhou nel Guangdong orientale dopo essere stato sconfitto dall'esercito di Sun. Dal 1923 al 1925 il governo del Guangdong organizzò due campagne orientali contro di lui che si rifugiò ad Hong Kong, mentre le sue restanti forze furono completamente spazzate via nel 1925. Diventò un alleato di Tang Jiyao, dopo che Tang fu espulso dal KMT a seguito della Guerra Yunnan-Guangxi. Fu eletto capo del Partito della Cina per l'Interesse Pubblico con Tang come suo vice. Da Hong Kong criticò il sistema monopartitico dei nazionalisti e continuò a sostenere il federalismo multipartitico. Dopo l'invasione giapponese della Manciuria, attaccò il regime di Chiang Kai-shek per il suo rifiuto di affrontare il Giappone e organizzò il boicottaggio dei prodotti giapponesi. Morì di tifo il 22 settembre 1933.

## Eredità
Chen fu considerato un traditore e un signore della guerra reazionario sia dal Kuomintang che dal PCC per la sua ribellione contro Sun nel 1922. Il partito di Sun iniziò rapidamente a pubblicare letteratura su Chen per screditarlo. I comunisti, che avevano stretto un'alleanza con Sun e che ancora lo consideravano l'eroe fondatore della rivoluzione cinese, continuarono a caratterizzare Chen come un controrivoluzionario.
Il suo partito lo difese come un vero rivoluzionario e democratico, sottolineando le tragedie, il malgoverno e la corruzione causate dalla dittatura centralizzata e monopartitica. Dopo che il Partito cinese per l'interesse pubblico costituì un fronte unito con i comunisti nel 1947, il ruolo di Chen venne oscurato fino all'invisibilità nella storia ufficiale del partito. Oltre alla sua famiglia, il suo apologista più vocale fu lo scrittore cinese Li Ao.